# Cnemidocarpa barbata
Cnemidocarpa barbata är en sjöpungsart som beskrevs av Vera Mikhaylovna Vinogradova 1962. Cnemidocarpa barbata ingår i släktet Cnemidocarpa och familjen Styelidae. Inga underarter finns listade i Catalogue of Life.